# Orthocladius bryophila
Orthocladius bryophila är en tvåvingeart som först beskrevs av Singh 1958.  Orthocladius bryophila ingår i släktet Orthocladius och familjen fjädermyggor. Inga underarter finns listade i Catalogue of Life.